# Saint-Jean-de-la-Léqueraye
 Saint-Jean-de-la-Léqueraye  là một xã của tỉnh Eure, thuộc vùng Normandie, miền bắc nước Pháp.